# Lake Mulwala
Lake Mulwala är en reservoar i Australien. Den ligger i delstaten New South Wales, i den sydöstra delen av landet, omkring 530 kilometer sydväst om delstatshuvudstaden Sydney. Lake Mulwala ligger 124 meter över havet. Arean är 37 kvadratkilometer. Den sträcker sig 6,8 kilometer i nord-sydlig riktning, och 15,7 kilometer i öst-västlig riktning.
Följande samhällen ligger vid Lake Mulwala:
- Yarrawonga (5 604 invånare)
- Mulwala (1 987 invånare)

Trakten runt Lake Mulwala består till största delen av jordbruksmark. Runt Lake Mulwala är det mycket glesbefolkat, med 5 invånare per kvadratkilometer. Genomsnittlig årsnederbörd är 1 060 millimeter. Den regnigaste månaden är juli, med i genomsnitt 135 mm nederbörd, och den torraste är november, med 44 mm nederbörd.